# Bernd Bilitewski
Bernd Bilitewski (* 1. September 1946 in Wittenberge) ist ein deutscher Wirtschaftsingenieur und Professor für Abfallwirtschaft an der Technischen Universität Dresden.

## Werdegang
Ab 1968 studierte Werner Wirtschaftsingenieurwesen an der Technischen Universität Berlin; das Diplom in Chemischer Verfahrenstechnik erlangte er dort 1975. 1980 promovierte er im Fach Technischer Umweltschutz mit einer Arbeit über die Herstellung von Koksen zur Adsorption in der Abwasserreinigung zum Doktoringenieur – ebenfalls an der TU-Berlin. Bilitewski habilitierte sich dort im darauffolgenden Jahr im Bereich Bauschutt– und Asphalt–Recycling.
Nach sechs Jahren als Privatdozent wurde Bilitewski 1992 außerplanmäßiger Professor für Umwelttechnik an der TU-Berlin und 1994 auf den Lehrstuhl für Abfallwirtschaft der Technischen Universität Dresden berufen. Zusammen mit Peter Werner gründete er das Institut für Abfallwirtschaft und Altlasten an der TU Dresden, dessen geschäftsführender Direktor er von 2004 bis zu seiner Emeritierung 2011 war.
Ein Studiengang Waste Management and Contaminated Site Treatment (Abfallwirtschaft und Behandlung kontaminierter Böden) wurde von der TU Dresden an der Vietnamesischen Nationaluniversität Hanoi aufgebaut; federführend war dabei Bernd Bilitewski. Damit ist die Grundlage für einen Austausch von Studenten zwischen beiden Universitäten geschaffen.

## Mitgliedschaften
- Unabhängige Sachverständige für Verpackungsentsorgung (Vorsitzender)
- Entsorgergemeinschaft der Deutschen Entsorgungswirtschaft

## Ehrungen
- Ehrendoktor der Vietnamesischen Nationaluniversität Hanoi, 2007